# Real Casa de las Fieras de Versalles

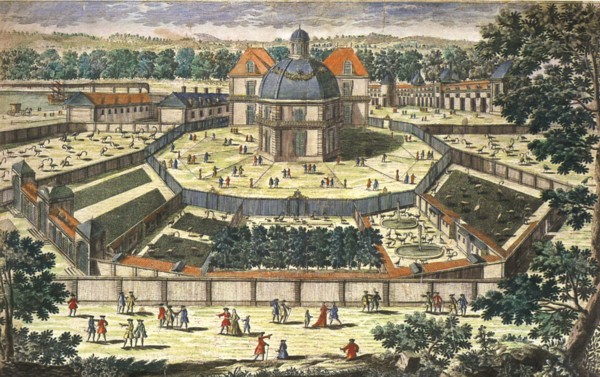
La Real Casa de las Fieras de Versalles fundada durante el reinado de Luís XIV (1643-1715), grabado de Pierre Aveline.

La Real Casa de las Fieras de Versalles (en francés: Ménagerie royale de Versailles) fue el primer gran proyecto de Luis XIV en Versalles. Fue construido incluso antes de la creación del Gran Canal. Su construcción fue encomendada al arquitecto Luis Le Vau, quien comenzó las obras en 1663. Abandonada durante la Revolución, cayó en ruinas y ya no existe hoy en día, aunque todavía podemos ver algunos rastros de vistas aéreas, una garita de centinela y un edificio anexo cerca del Pabellón de los Faroles.
En la Casa de las Fieras podían observarse todo tipo de animales exóticos (avestruces, rinocerontes, pelícanos y elefantes).

## Bajo Luis XIV

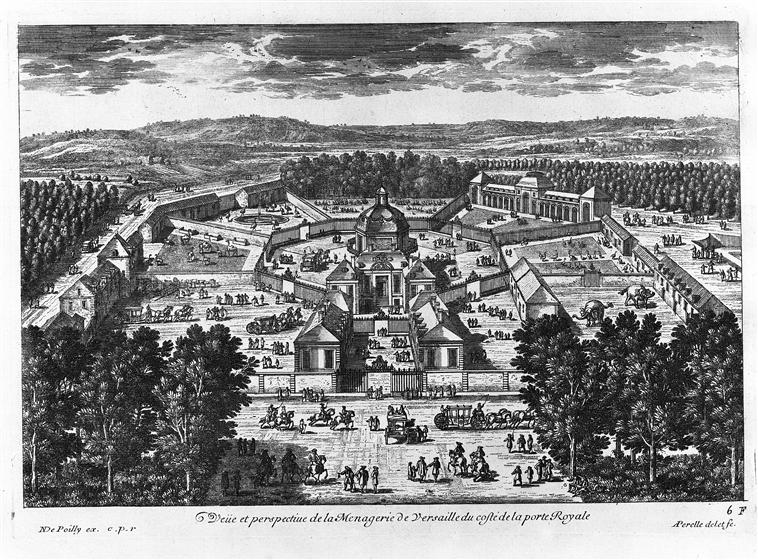
Vista y perspectiva de la Real Casa de las Fieras de Versalles, desde el costado de la puerta Real., grabado de Adam Pérelle, según una impresión de Nicolas de Poilly, del.

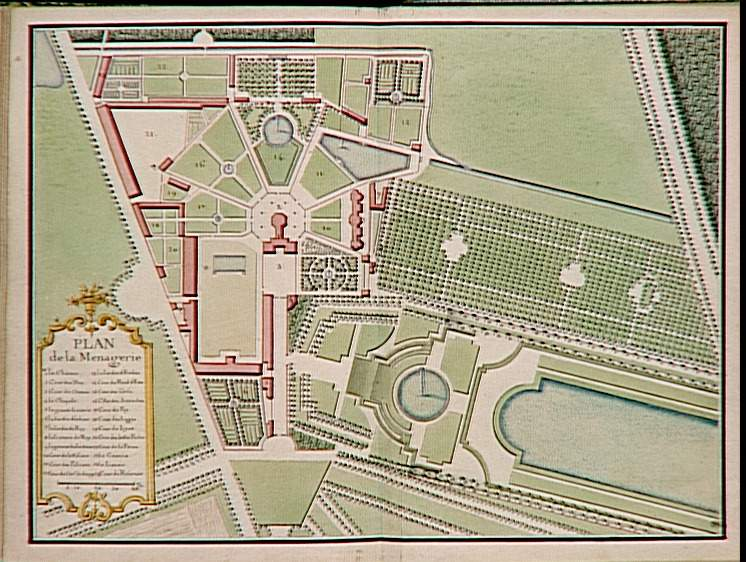
Plano de la Casa de las Fieras bajo Luis XV (1747), Palacio de Versalles.

Su construcción fue encomendada al arquitecto Louis Le Vau quien inició las obras en 1663. La Real Casa de las Fieras se construyó entre 1662 y 1664, en el extremo sur del futuro Gran Canal, a lo largo de la carretera entre Versalles y Saint-Cyr, pero no se completará por completo hasta 1668.
Se centra alrededor de un edificio octogonal cubierto por una cúpula de pizarra. Este edificio está rodeado por un patio octogonal que se abre a siete patios separados por parrillas y paredes para pájaros y animales exóticos. Un balcón rodea el primer piso del edificio permitiendo una vista de los diversos recintos dispuestos como un ventilador. En la parte delantera del edificio había un patio de honor. Para el diseño general de los edificios de la Real Casa de las Fieras y los patios de animales, Luis Le Vau se inspiró visiblemente en el aviario del patricio romano Varrón de Cassino, probablemente lo sabía por una impresión de Pirro Ligorio. De allí, deriva la idea de que el castillo conduce a un pabellón cuyos recintos dispuestos alrededor reproducen la forma.
Concebida como un lugar ceremonial, la ménagerie de Versalles fue un lugar de esplendor y maravilla donde se descubren animales exóticos y salvajes procedentes de todo el mundo. Era el objetivo de una caminata, y un paso requerido de los grandes festivales y recepciones de Luis XIV. Aquí era donde desde toda la Europa los iluminados de la ilustración llegaban a ver colibríes, loros y avestruces, un elefante, un dromedario... A diferencia de la Casa de las Fieras del castillo de Vincennes, que Luis XIV creó en 1661 para el espectáculo de la lucha de los animales salvajes, la colección de animales de Versalles fue un lugar de placer y descubrimiento para la corte, visitantes, artistas y científicos.
La Real Casa de las Fieras era frecuentada por cirujanos, zoólogos o taxidermistas, pero también por pintores de animales, como Pierre Puget o Nicasius Bernaerts.
La Casa de las Fieras es, por supuesto, un objeto político para mostrar el poder del rey. Así, dio instrucciones a su primer ministro, Colbert, para que trajera estos animales exóticos, raros y curiosos de todo el mundo, a través de compras de la Compañía Francesa de las Indias Orientales.Colbert se dirigirá primero a Nicolas Arnoult, el tesorero de las galeras, porque los animales deben transitar casi todos por el puerto de Marsella (y en menor medida por el de Tolón). Pero la mortalidad entre los animales era muy grande, la mayoría no sobrevive al viaje, especialmente porque probablemente por razones de facilidad de captura, se envían animales muy jóvenes. Para reducir esta mortalidad, Colbert pedirá a partir de 1669 que las entregas se realicen solo en verano. También le pide a Arnoult pieles y esencias vegetales para Versalles y, por lo tanto, le pedirá que designe a una sola persona que proporcione animales a la Casa de las Fieras. Se llamará Mosnier Gassion, que irá a Levante, Egipto y Túnez. Así completará cuarenta viajes trayendo, entre otros, avestruces y patos de Egipto. Su hermano incluso tendrá como base de operaciones Alejandría. A partir de este momento, probablemente alrededor de 1691, la población de la Real Casa de las Fieras se diversifica más.
La Casa de las Fieras también recibe los animales ofrecidos al rey como obsequios diplomáticos, como un elefante procedente del Congo y ofrecido en 1668 por Pedro II de Portugal o felinos por los príncipes árabes.
Los nobles de muchas cortes europeas emularán el esplendor de Versalles, creando su propia Casa de las Fieras. Así en el castillo de Chantilly en 1663, en el palacio Het Loo en los Países Bajos en 1672, en el palacio de Belém en Lisboa en 1726, en el Parque del Retiro en Madrid en 1774, en el Palacio Belvedere de Viena en 1716, en el palacio de Sanssouci de Potsdam.

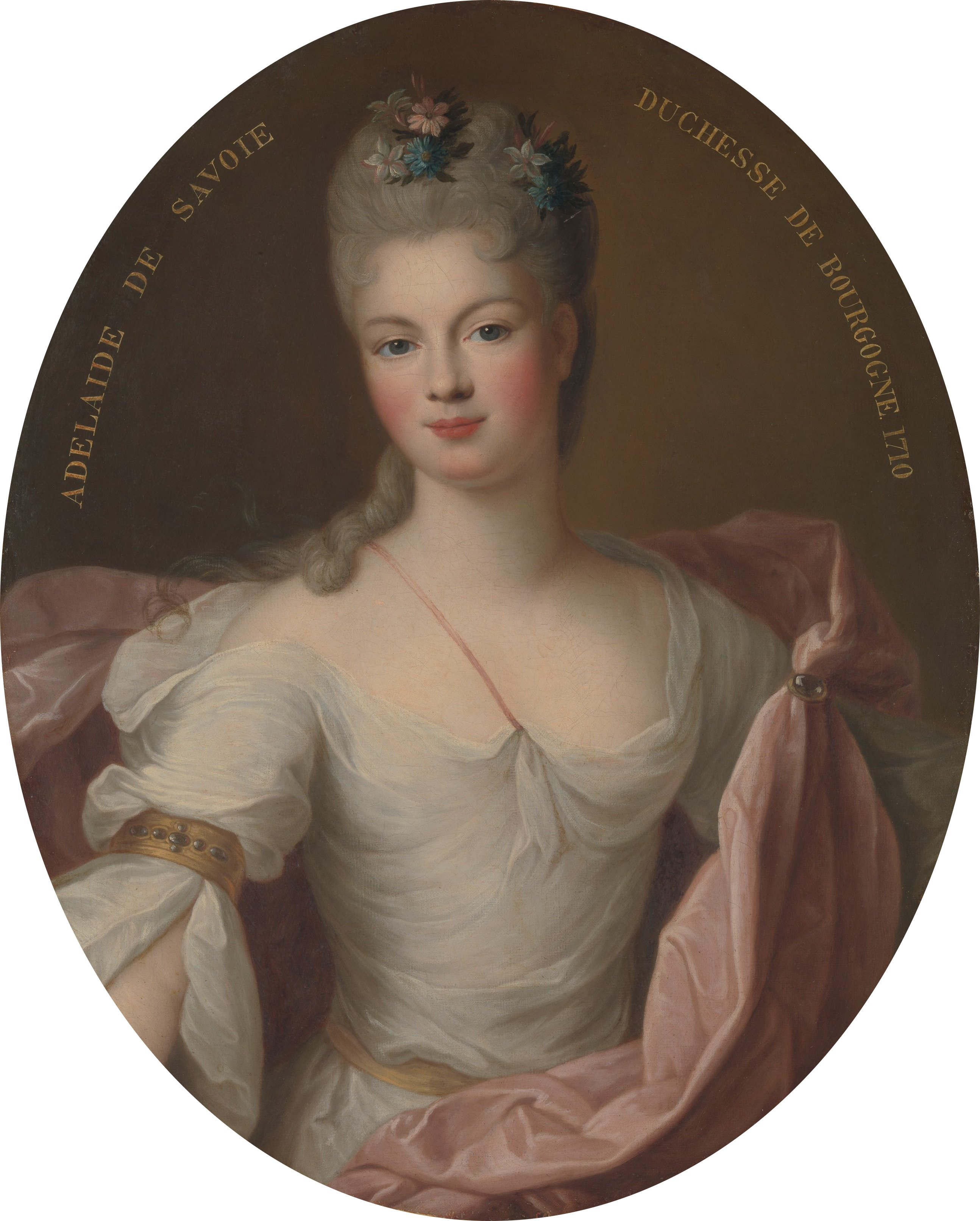
María Adelaida de Saboya, duquesa de Borgoña, 1710.

Luis XIV, que a los sesenta años se cansó de los animales exóticos, Jules Hardouin-Mansart amplió y restauró la Casa de las Fieras en 1698 para ofrecérsela a María Adelaida de Saboya, duquesa de Borgoña, que entonces tenía 12 años y llegó a la corte un año antes para ser la esposa del delfín Luis de Francia, nieto del rey. Ella, que se convertiría en una esposa enérgica e iluminaría la corte, también hace de la Casa de las Fieras una residencia de recreo para las tardes. La ménagerie luego tiene un jardín de servicios, una sala "fresca" con juegos de agua y decoraciones rupestres e incluso una capilla. Se agregan edificios agrícolas con establos comunes, establos, corral, palomar, lechería y huerta.
María Adelaida se divierte batiendo la mantequilla y jugando al campesino. El palacete de placer que domina la Real Casa de las Fieras también alberga sus amores adúlteros.
En 1711, el corsario noruego Jean Doublet informa de dos lamas, animales aún desconocidos en la corte y descritos como "extrañas ovejas machos y hembras".
María Adelaida murió en 1712 a la edad de veintiséis años durante una epidemia de sarampión que también se llevó a uno de sus hijos y a su esposo, marcando el comienzo del declive de la Casa de las Fieras.

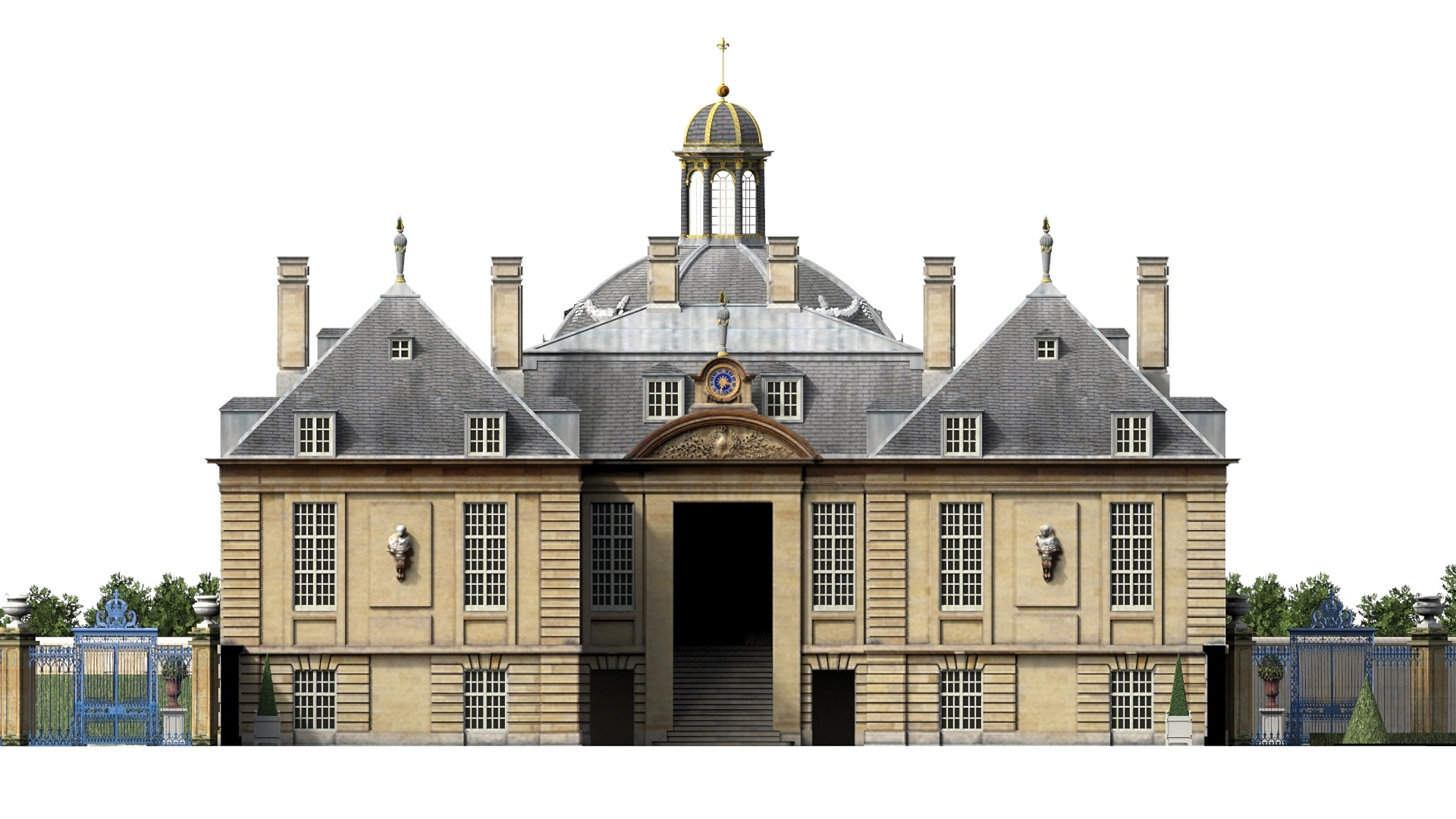
Fachada de la Real Casa de las Fieras de Versalles (imagen 3D).
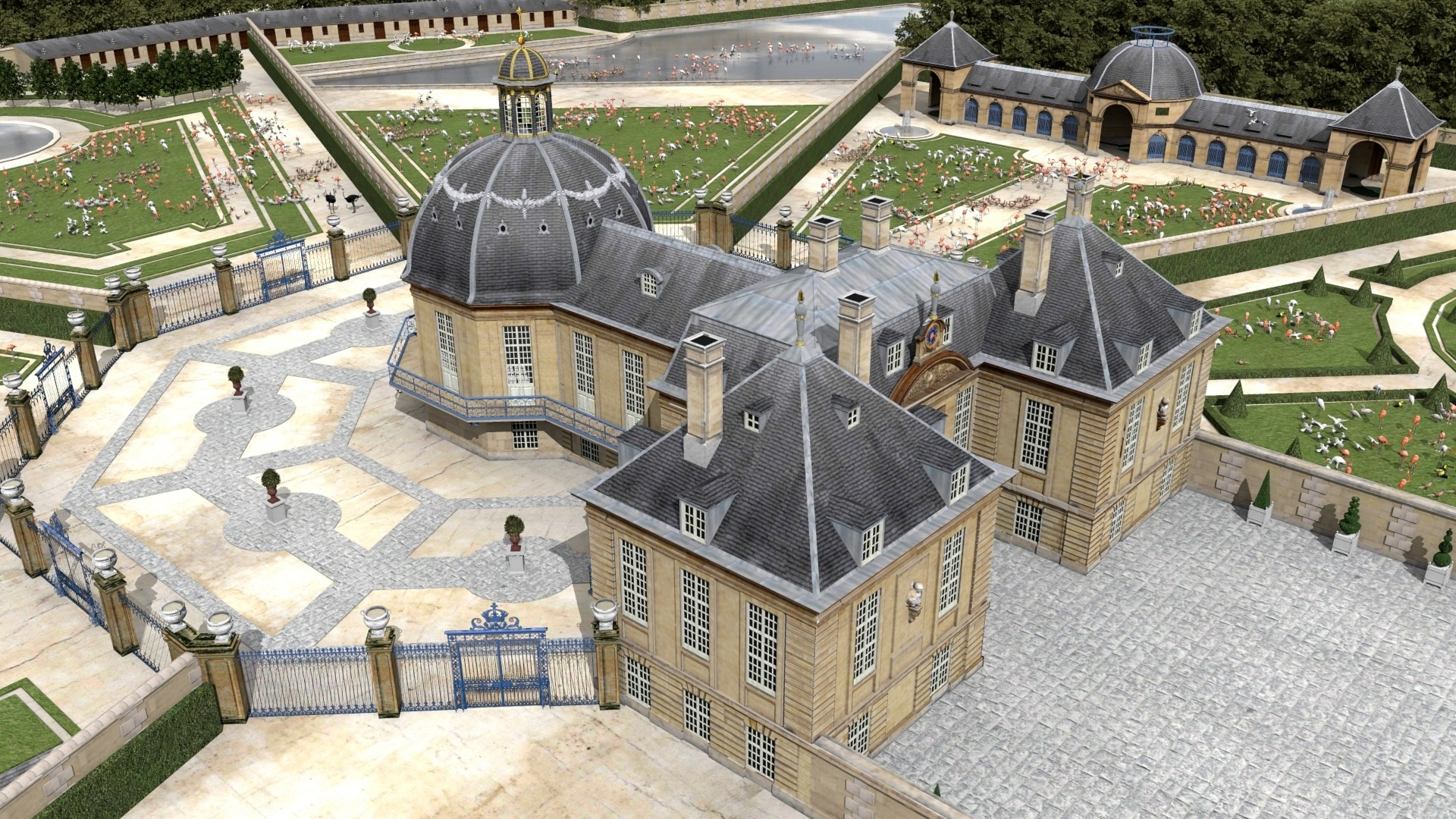
La ménagerie de Versalles.
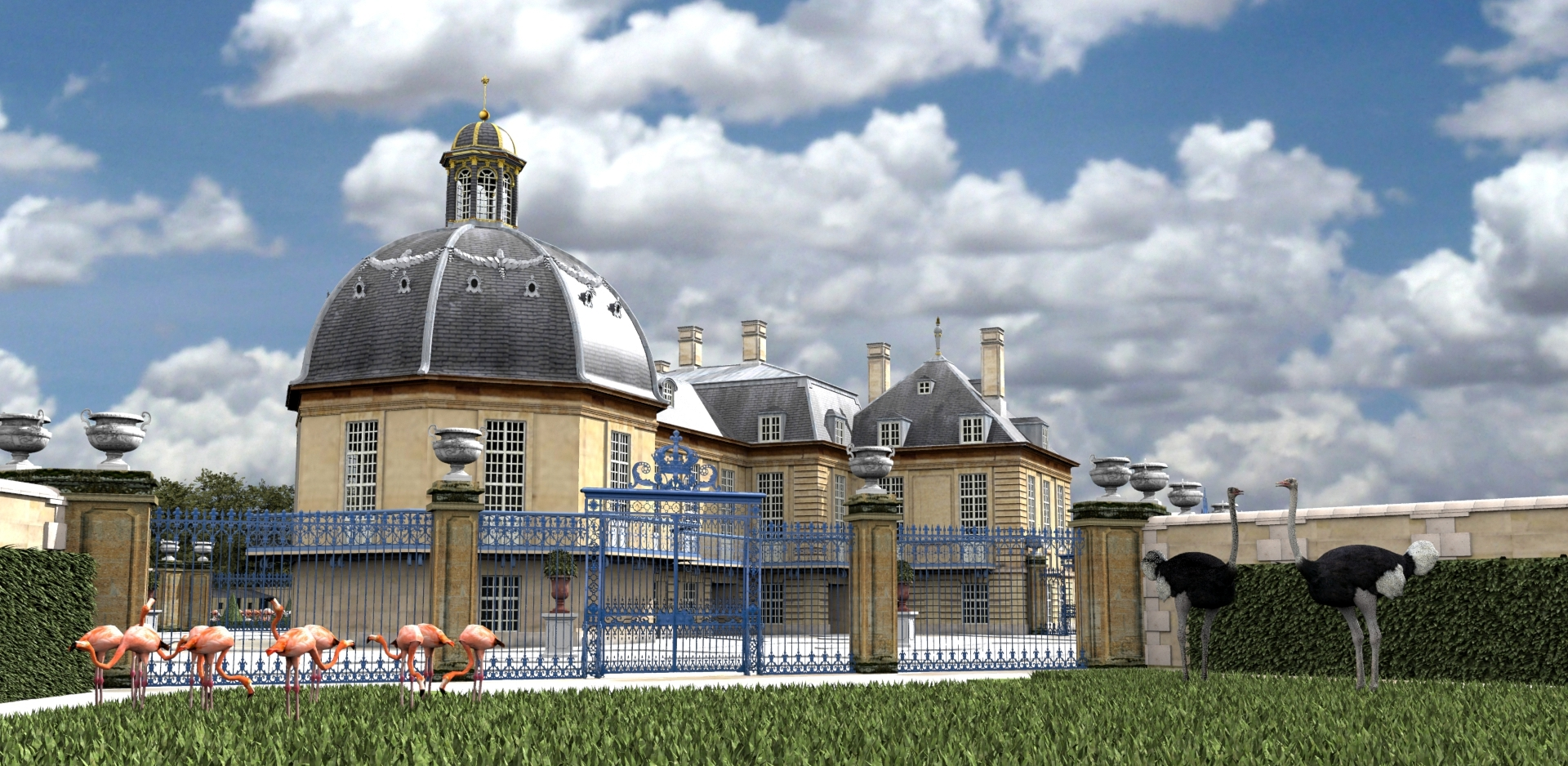
Reconstrucción de la colección de La ménagerie de Versalles.

## Decadencia y desaparición
La Casa de las Fieras se descuida durante la Regencia, y en 1722 se instaló un elefante y algunos animales salvajes para distraer al joven Luis XV, a quien el condé de Maurepas le ofrece un cachorro de león y un tigre. El joven rey abandona la ménagerie: -va allí solo una vez- para construir su propia ménagerie experimental. El mantenimiento se abandona y el arquitecto Gabriel nota su degradación desde 1751. Los animales están casi en libertad en los edificios en ruinas, cuando Luis XVI piensa en la transferencia de los animales rescatados al jardín de plantas en París. Con la Revolución, la mayoría de los animales se comen o venden, y solo hay cinco sobrevivientes en 1793. Sieyès recupera el dominio en 1800. Los últimos animales son transferidos de la Casa de las Fieras en ruinas al Museo de Historia Natural, donde aún podemos ver al rinoceronte de Luis XV naturalizado.

## El primer zoológico de los tiempos modernos
Si la tradición de mantener una colección de animales exóticos cerca del gobernante se conocía desde la antigüedad, el creado por Luis XIV en Versalles ofrecía un modelo decididamente nuevo, adoptado en toda Europa. La primera innovación fue reunir en un lugar, permanente y ya no itinerante, los animales dispersos en los recintos de otras residencias reales. Además, la Real Casa de las Fieras fue la primera en clasificar las especies, cada una distribuida por razas adaptados. Finalmente, la escenografía real desarrollada por Le Vau, con su plan radial y la radiación de las cortes desde un punto de observación elevado, será ampliamente imitada, especialmente en 1752 por el emperador Francisco I de Habsburgo para su famoso zoológico de Schönbrunn en Viena (Austria).

## Nota
1. ↑  Los registros indican que para alimentar al elefante ofrecido por Pedro II de Portugal, se le daban diariamente ochenta libras de pan, seis litros de vino y dos cubos de sopa. El animal vivirá hasta 1681 y el rey asistirá a su disección que revelará que era una hembra y no un macho como se creía desde su llegada a la Casa de las Fieras.